# Rousham
Rousham is een civil parish in het bestuurlijke gebied West Oxfordshire, in het Engelse graafschap Oxfordshire met 50 inwoners.